# Chiemgauer

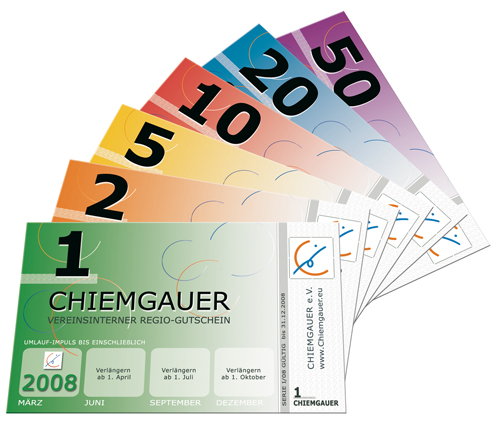
Chiemgauersedlar

Chiemgauer är en lokal valuta i Prien am Chiemsee, Bayern, Tyskland, grundad 2003. Valutan har fått sitt namn efter Chiemgau, regionen kring Chiemsee. Syftet med valutan är att främja den lokala ekonomin. Den har en fix växelkurs (1:1) gentemot euron.

## Sedlar
Sedlar i valörerna 1, 2, 5, 10, 20 och 50 Chiemgauer har tryckts.